# 1981 en Tunisie
Chronologie de la Tunisie
- 1977
- 1978
- 1979
- 1980
- 1981
- 1982
- 1983
- 1984
- 1985

Cet article présente les faits marquants de l'année 1981 en Tunisie ou relatifs à la Tunisie.

## Événements
- 18 janvier : le Parti communiste tunisien, interdit en janvier 1963, est à nouveau autorisé à exercer ses activités.
- 18-20 février : le Premier ministre Mohamed Mzali est en visite officielle à Paris[1].
- 10 avril : le président Habib Bourguiba opte, dans un discours au congrès du Parti socialiste destourien, pour le multipartisme en Tunisie[2].
- septembre : une campagne d'arrestation faisant suite au refus de la demande de légalisation du Mouvement de la tendance islamique, le 6 juin, touche les dirigeants du mouvement dès le mois de juillet[3] ; 107 d'entre eux sont aussitôt traduits en justice et condamnés ; le président du parti Rached Ghannouchi écope d'une peine de onze ans de prison ferme[4].
- 1er novembre : les sixièmes élections législatives à se tenir en Tunisie et premières élections pluralistes de l'histoire du pays se déroulent mais, face à la crainte d'une victoire de l'opposition, le président Bourguiba « ordonne » un résultat plébiscitaire pour le Parti socialiste destourien ; les listes présentées par le pouvoir obtiennent la totalité des sièges.

## Sports
- Championnats d'Afrique de lutte 1981

### Athlétisme
- Championnats panarabes d'athlétisme 1981
- Championnats de Tunisie d'athlétisme 1981

### Football
- Équipe de Tunisie de football en 1981
- Championnat de Tunisie de football 1980-1981
- Championnat de Tunisie de football 1981-1982
- Coupe de Tunisie de football 1980-1981
- Coupe de Tunisie de football 1981-1982

### Handball
- Championnat d'Afrique des nations féminin de handball 1981
- Championnat d'Afrique des nations masculin de handball 1981
- Championnat de Tunisie masculin de handball 1980-1981
- Championnat de Tunisie masculin de handball 1981-1982

### Volley-ball
- Équipe de Tunisie de volley-ball en 1981
- Championnat de Tunisie masculin de volley-ball 1980-1981
- Championnat de Tunisie masculin de volley-ball 1981-1982

## Naissances en 1981
- Naissance en Tunisie en 1981

## Décès en 1981
- Décès en Tunisie en 1981